# كارستن كوبر
كارستن كوبر (بالألمانية: Carsten Kober)‏ هو لاعب كرة قدم ألماني في مركز الدفاع، ولد في 11 أكتوبر 1967 في باد شفارتاو في ألمانيا. شارك مع منتخب ألمانيا تحت 21 سنة لكرة القدم. أما مع النوادي، فقد لعب مع نادي أوسنابروك ونادي هامبورغ ونادي هرتا برلين.

## وصلات خارجية
- كارستن كوبر على موقع قاعدة بيانات كرة القدم.إي يو (الإنجليزية)
- كارستن كوبر على موقع بيانات كرة القدم. دي إي (الألمانية)
- كارستن كوبر على موقع عالم كرة القدم.نت (الإنجليزية)